# Мечеть Хірамі Ахмет-паші
Мечеть Хірамі Ахмет-паші (тур. Hırami Ahmet Paşa Mescidi) — мечеть у Стамбулі, Туреччина. В минулому — Церква Івана Хрестителя коло купола (дав.-гр. Ἃγιος Ἰωάννης ὁ Πρόδρομος ἐν τῷ Τρούλλῳ, трансліт. Аґіос Іоанніс хо Продромос ен то Трулло.

## Архітектура
Споруда є найменшою за розмірами збереженою церквою Константинополя, довжиною 15 метрів. Храм побудований комбінованою кладкою із білого каменю та цегли з переважанням каменю на нижніх рівнях та цегли на верхніх. За планувальною структурою належить до типу хрестово-купольних храмів типових для візантійської архітектури починаючи із Х століття. Цегляний барабан прорізаний вісьмома широкими вікнами. В центральний апсиді та бічних раменах великі потрійні вікна, у бічних апсидах одинарні. Купол підтримується чотирма колонами. Під час пристосування церкви під мечеть, ризниця була переобладнана у міхраб.

## Історія
Хоча архітектура споруди дає підстави датувати її ХІІ століттям, перші відомості про неї відносяться до османського періоду. У зв'язку із переносом осідку патріарха з храму Святих Апостолів до церкви Богородиці Паммакарісти сюди було переселено невеликий жіночий монастир, що перебував тут до другої половини XVI століття. В період з 1588-98 років, стараннями колишнього командувача яничар Ахмет-паші, монахині були виселені із приміщення, а храм переобладнаний на мечеть. У ХХ столітті споруда зазнала ґрунтовної реконструкції та відновлення.